# Ar-Raszidijja (Maroko)
Ar-Raszidijja (arab.: الراشيدية, Ar-Rāshīdiyyah; fr. Errachidia, Er Rachidia) – miasto w południowo-wschodnim Maroku, znane dawniej jako Kasr as-Suk (fr. Ksar Es Souk). Pod panowaniem francuskim istniał tu fort legii cudzoziemskiej, wykorzystywany do zwalczania opozycji miejscowych plemion. Po odzyskaniu niepodległości przez Maroko w 1956 roku znaczenie miasta jako posterunku wojskowego nie zmalało - wciąż stacjonuje tu silny garnizon wojskowy w związku z pretensjami terytorialnymi Algierii.
W mieście działa też uniwersytet.